# Enseignement primaire supérieur
Pour les articles homonymes, voir EPS.
L'enseignement primaire supérieur (EPS) est un ordre d'enseignement qui a existé en France entre 1833 et 1941. Il est supprimé par Jérôme Carcopino qui sépare les écoles primaires supérieures de l'enseignement primaire en les transformant en collèges modernes (1941). Une partie survit dans le cadre des « cours complémentaires » donnés dans le Primaire et disparaît en 1959.
Cet enseignement était suivi par les élèves après l'école primaire élémentaire, mais relevait toujours de l'enseignement primaire et non de l'enseignement secondaire. Il était délivré soit dans les écoles primaires sous forme de « cours complémentaires », soit dans des établissements scolaires spécifiques appelés dès lors écoles primaires supérieures (EPS).

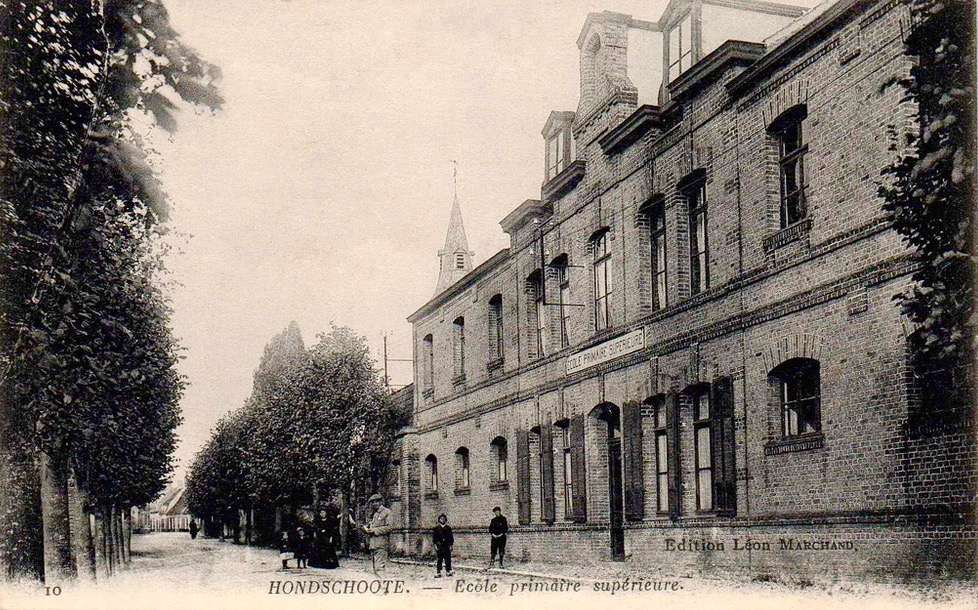
École primaire supérieure d'Hondschoote (Nord).

## Débuts

### Création en 1833

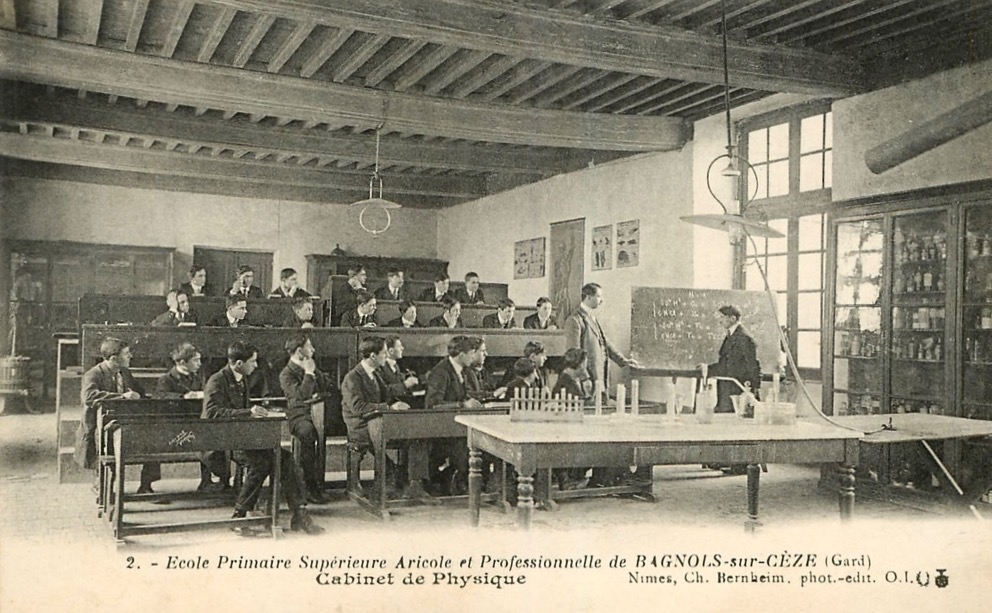
École primaire supérieure agricole et professionnelle de Bagnols-sur-Cèze (Gard), cabinet de physique.

L'enseignement primaire supérieur a été créé par la loi Guizot (1833) dont l'article 1er établit que : « L'instruction primaire est élémentaire ou supérieure ».
En vertu de l'article 10 de la même loi, une école primaire supérieure devait être instaurée dans toutes les préfectures ainsi que dans les autres villes de plus de 6 000 habitants.
Le programme de l'enseignement primaire supérieur comprenait la géométrie, le dessin linéaire, des éléments de sciences physiques et sciences naturelles avec une finalité pratique, l'apprentissage du chant et une initiation à l'histoire et à la géographie, plus spécialement celles de la France.

### Suppression et rétablissement fragile
L'enseignement primaire supérieur est supprimé par la loi Falloux, promulguée en mars 1850. Les enseignements spécifiques au primaire supérieur sont alors, pour partie, intégrés dans le programme « facultatif » de l'école primaire, cette partie facultative correspondant non à des options choisies par les élèves mais à des enseignements que l'instituteur peut choisir ou non de donner. Les autres sont abandonnés. Toutefois, l'enseignement primaire supérieur est rétabli dès 1852.
Octave Gréard élabore en 1868 une nouvelle organisation des écoles primaires en trois cycles de deux ans chacun (cours élémentaire, cours moyen et cours supérieur) aboutissant au certificat d'études.
Le succès reste longtemps modeste et il n'y a qu'une dizaine d'écoles primaires supérieures en 1870. Un effort de création est réalisé dans les années 1870 et 1880. La scolarité dure alors trois ans. La loi Goblet (1886) confirme le rôle de l'enseignement primaire supérieur.

## Essor de l'enseignement primaire supérieur

### Organisation par la loi de 1886
L'enseignement primaire supérieur préparait au certificat d'études primaires supérieures (rebaptisé « brevet d'études primaires supérieures » en 1917), au brevet élémentaire (BE), au concours d'entrée des écoles normales primaires et au brevet supérieur (BS) pour certaines écoles primaires supérieures. Mais l'obtention de ces diplômes ne concerne qu'une minorité des élèves, une partie d'entre eux souhaitant juste prolonger un peu leur scolarité sans viser de diplôme particulier.
Le brevet élémentaire se préparait en trois ans après la scolarité primaire obligatoire (après le certificat d'études) et deux années supplémentaires pour le brevet supérieur soit cinq ans d'études. Le brevet supérieur devient alors l'examen terminal non seulement des enseignements primaires supérieurs et des écoles normales primaires mais aussi des lycées de jeunes filles qui n'auront pas officiellement le droit de préparer au baccalauréat jusqu'en 1924.
La durée des études au sein des cours complémentaires a été officiellement fixée à deux ans au plus en 1885, avant d'être ramenée à un an en 1893, mais dans les faits, elle était souvent plus longue.

### Les collèges du peuple
Pendant la première moitié du XXe siècle, le passage par l'enseignement primaire supérieur représentera une des principales voies d'accès à la classe moyenne pour des bons élèves issus des classes populaires. Contrairement à l'enseignement secondaire de l'époque, l'enseignement y est gratuit et ne comprend pas l'étude du latin. Le personnel enseignant des écoles primaires supérieures a la même formation que les professeurs des écoles normales primaires, l'enseignement dans les cours complémentaires est assuré par des instituteurs. Les matières enseignées comprennent notamment le français, l'histoire et la géographie, les mathématiques, la physique, la chimie, les sciences naturelles, une langue  vivante. Aux matières générales s'ajoutent des matières spéciales : des notions élémentaires d'économie politique et de droit usuel, des enseignements théoriques et pratiques en vue de l'industrie, du commerce et de l'agriculture, tels que : mécanique, technologie, chimie industrielle, électricité industrielle ; agriculture théorique, chimie agricole ; marchandises, transports et douanes, la sténographie et la dactylographie, la comptabilité usuelle, la tenue des livres (bureau commercial), le dessin géométrique, le dessin d'art, le modelage et pour les garçons, les travaux d'atelier, de laboratoire, d'agriculture et d'horticulture et pour les filles, les soins aux enfants du premier âge, les travaux de ménage ; la lingerie (confection, blanchissage et repassage) ; le vêtement (coupe, couture et entretien), la cuisine, le soin des appartements, le jardin, la ferme.
Vers 1900, l'enseignement primaire supérieur scolarise 40 000 garçons contre 60 000 dans l'enseignement secondaire. En revanche, 20 000 jeunes filles sont concernées par l'EPS alors qu'elles ne sont que 8 000 dans le secondaire. Les filles deviennent donc les principales bénéficiaires du système qui est, pour la plupart d'entre elles, le seul moyen de dépasser le niveau de l'enseignement primaire obligatoire.
Le succès de l'enseignement primaire supérieur  peut être attribué à plusieurs facteurs : sa liaison étroite avec l'enseignement primaire élémentaire, qui fait que les instituteurs et institutrices ont tendance à orienter leurs meilleurs élèves vers ces établissements qu'ils connaissent bien ; leur souplesse, qui leur permet de s'adapter aisément aux besoins locaux ; leur proximité culturelle avec les classes populaires, qui facilite l'intégration des élèves issus de ces milieux, contrairement aux lycées fréquentés par une clientèle issue des classes supérieures.

### La filière professionnelle

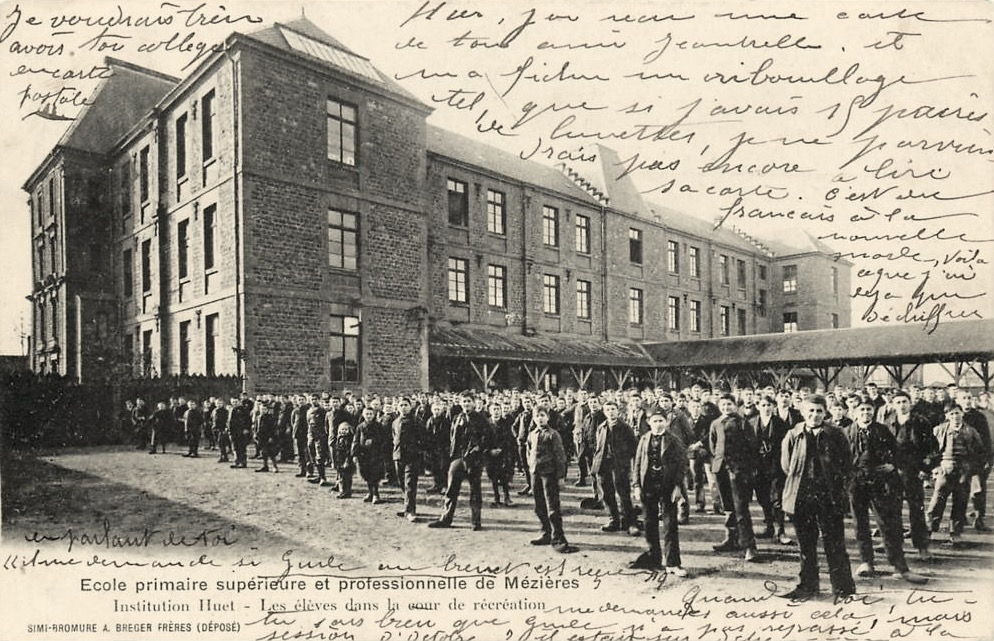
École primaire supérieure et professionnelle de Mézières (Ardennes), cour de récréation.

Des écoles primaires supérieures à vocation professionnelle se créent également, soit de manière autonome, soit sous forme de « section professionnelle ». Ces EPS sont placées en 1892 sous la tutelle du ministère du Commerce et de l'Industrie sous le nom d'écoles pratiques du commerce et de l'industrie (E.P.C.I.).

## Échec de l'amalgame
Dans les années 1910 et 1920, le primaire supérieur se rapproche des collèges et des lycées. Une circulaire de 1922 prévoit ainsi que les collèges pourront s'adjoindre une section d'enseignement primaire supérieur  ou une école technique. Le décret-loi du 1er octobre 1926 encourage leur « amalgame » au sein d'« établissements géminés ». Toutefois, ce rapprochement s'essouffle dans les années 1930.
En 1936, Jean Zay s'efforce d'unifier l'enseignement primaire supérieur et les petites classes des lycées. Mais s'il parvient à établir des programmes identiques, il échoue à unifier les établissements.

## Suppression en 1941
Les écoles primaires supérieures sont finalement supprimées par l'article 5 de la loi du 15 août 1941 due à Jérôme Carcopino. Les écoles primaires supérieures, les écoles pratiques du commerce et de l'industrie et les cours pratiques deviennent des « collèges modernes » ou des « collèges techniques » et sont intégrés à l'enseignement secondaire.
Les cours complémentaires sont en revanche maintenus (de la 6e à la 3e) jusqu'au décret no 59-57 du 6 janvier 1959 portant réforme de l'enseignement public qui les transforme en collèges d'enseignement général (CEG).

## Galerie de photographies
Ce choix d'images illustre la diversité des écoles primaires supérieures et quelques-uns de leurs traits distinctifs : l'importance accordée à la formation professionnelle, le rôle de l'étude, la tenue vestimentaire réglementaire, la casquette à visière pour les garçons, les promenades organisées, le caractère imposant de nombreux édifices...

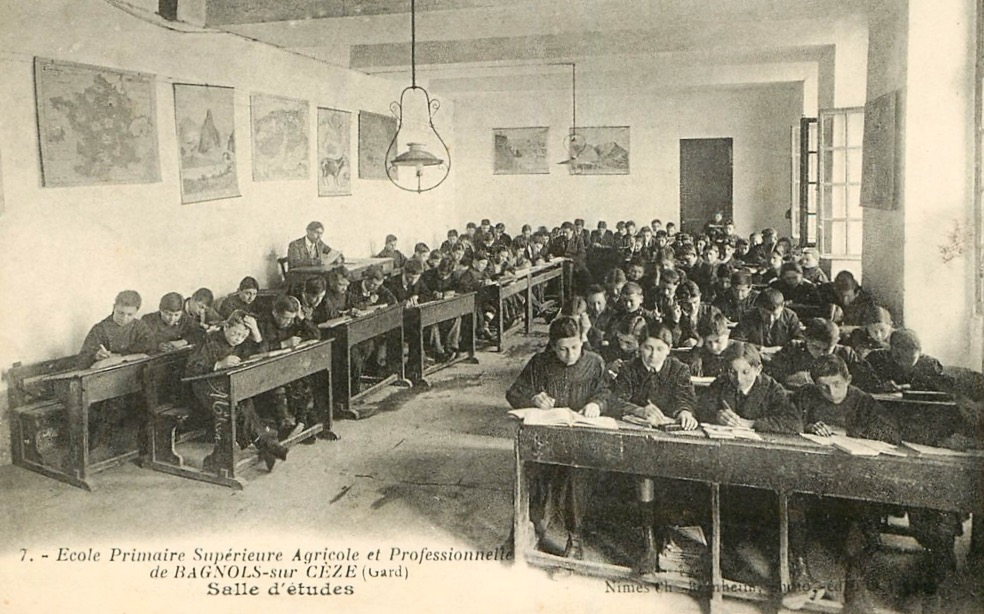
École primaire supérieure agricole et professionnelle de Bagnols-sur-Cèze (Gard), salle d'études.
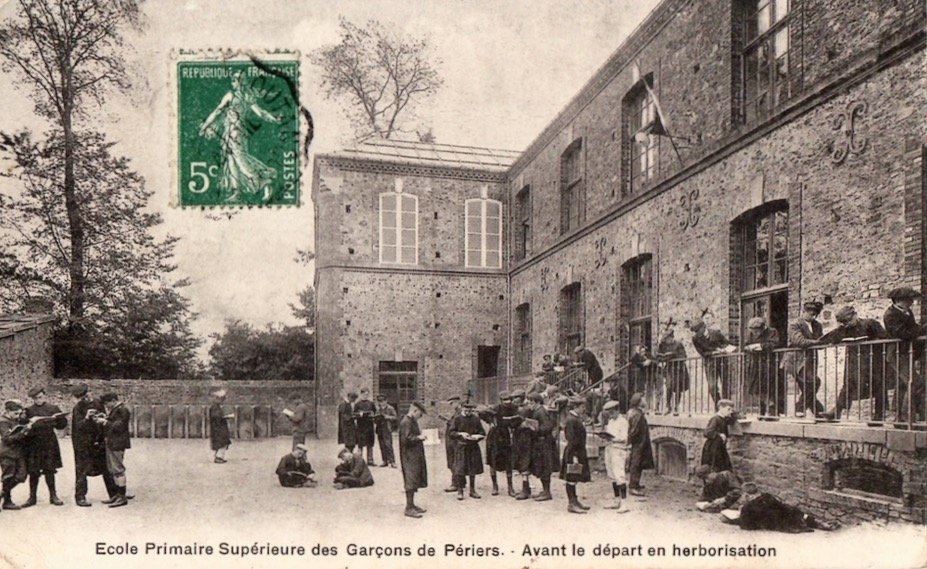
École primaire supérieure de garçons, Périers (Manche).
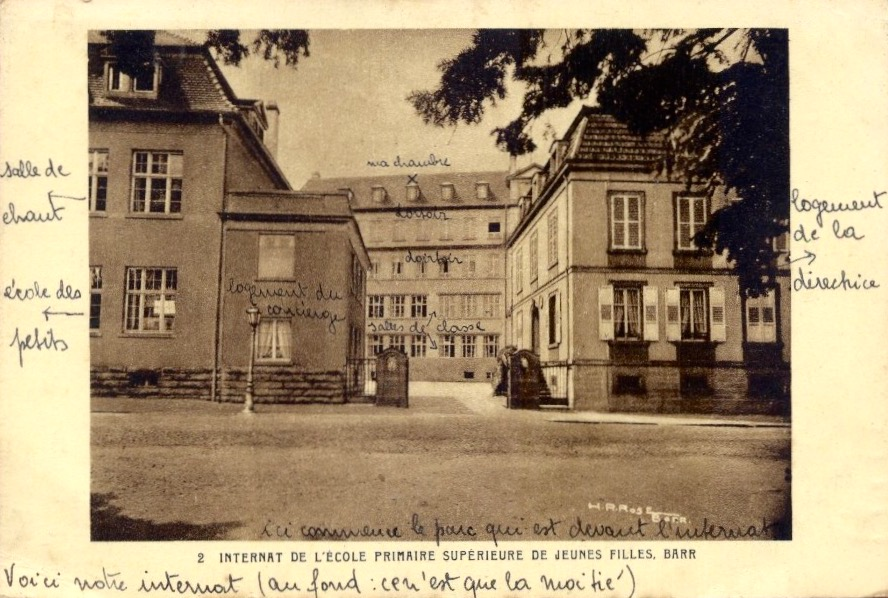
École primaire supérieure de jeunes filles de Barr (Bas-Rhin), légende d'époque.
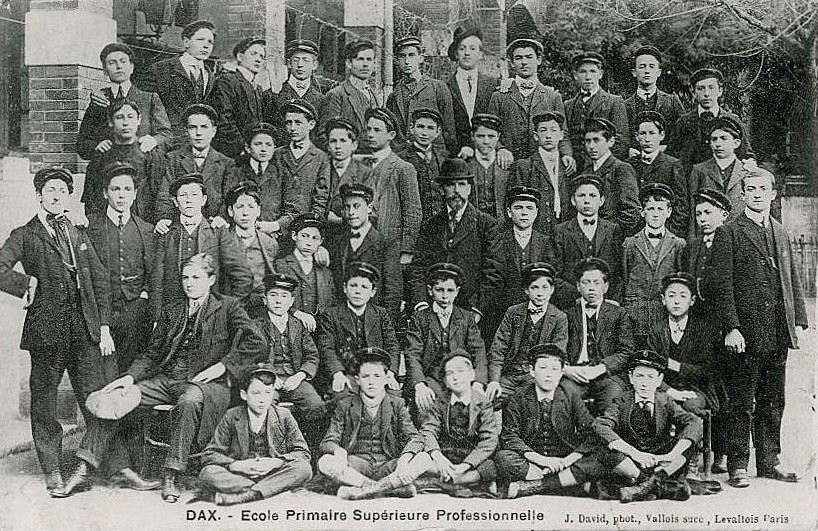
École primaire supérieure professionnelle, de Dax (Landes).
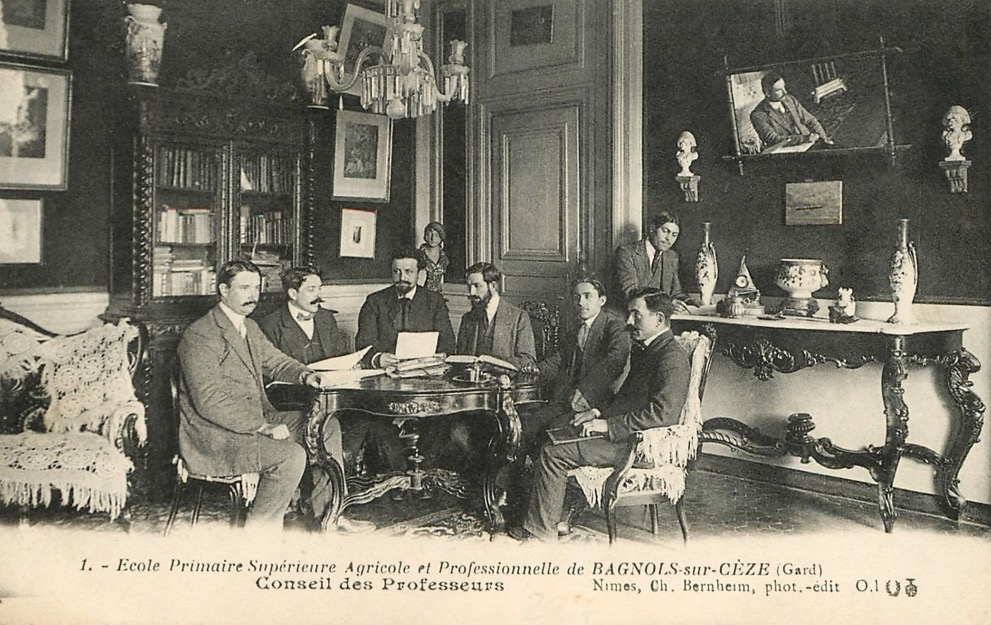
École primaires supérieure agricole et professionnelle de Bagnols-sur-Cèze (Gard), professeurs.
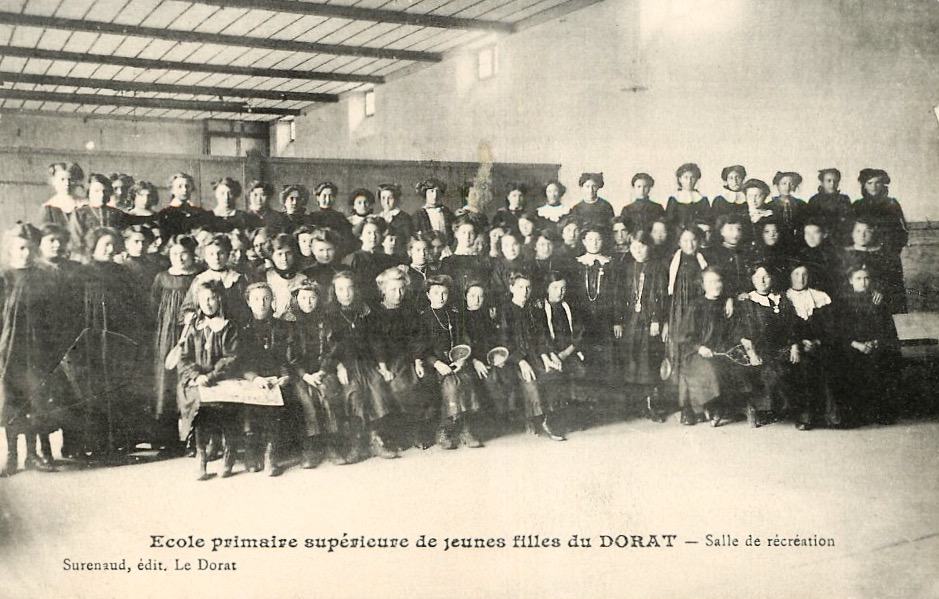
École primaires supérieure de jeunes filles du Dorat (Haute-Vienne).
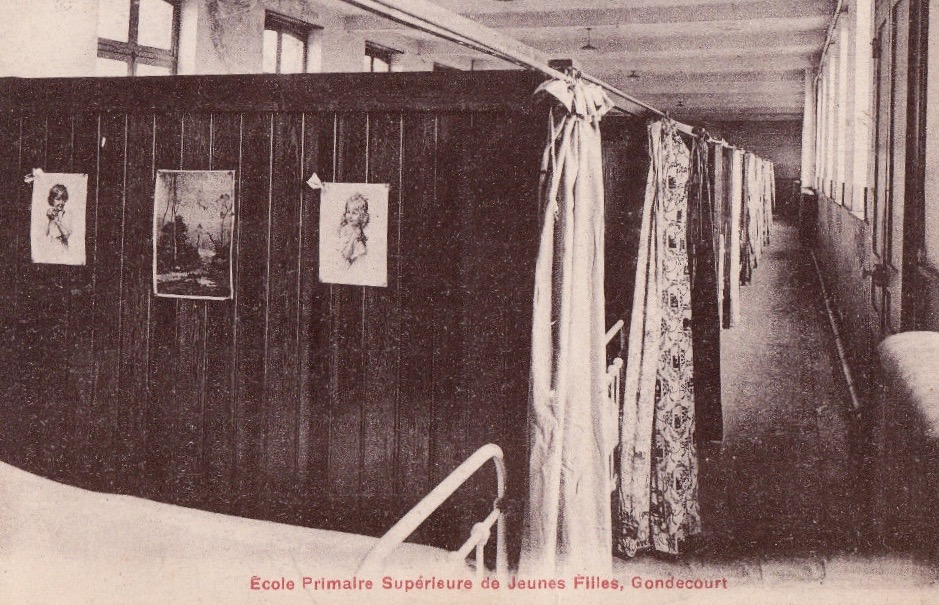
École primaire supérieure de jeunes filles, Gondecourt (Nord).
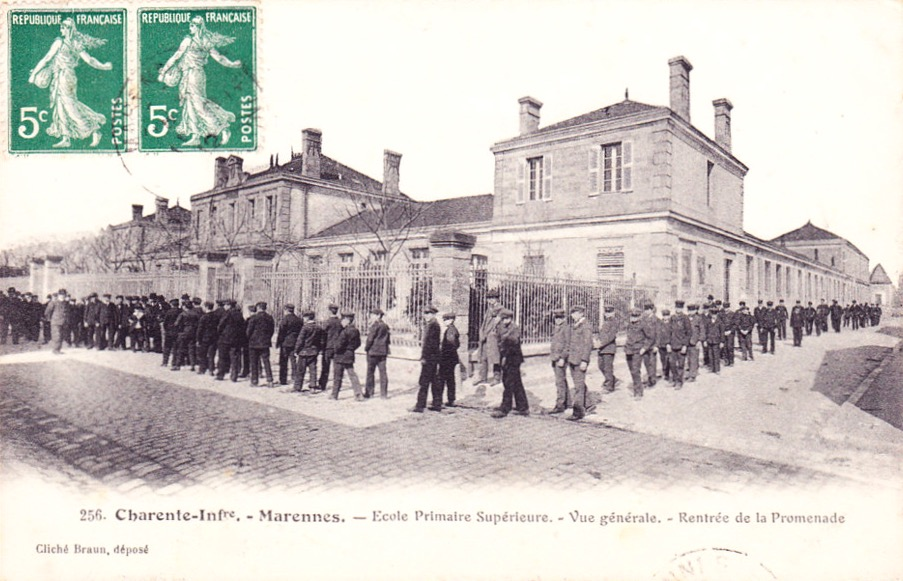
École primaire supérieure de Marennes (Charente-Maritime), rentrée de la promenade.
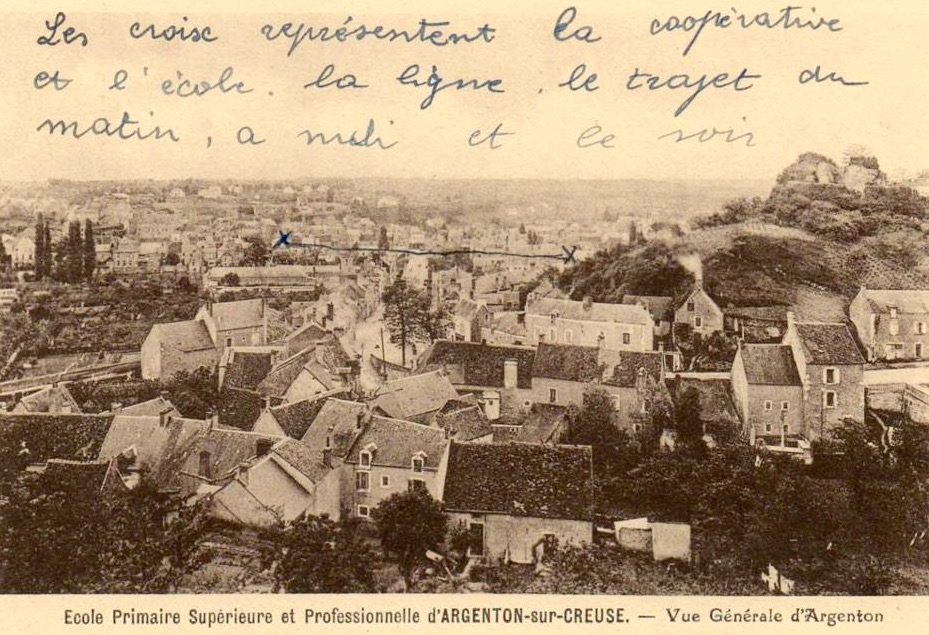
École primaire supérieure et professionnelle d'Argenton-sur-Creuse (Indre).
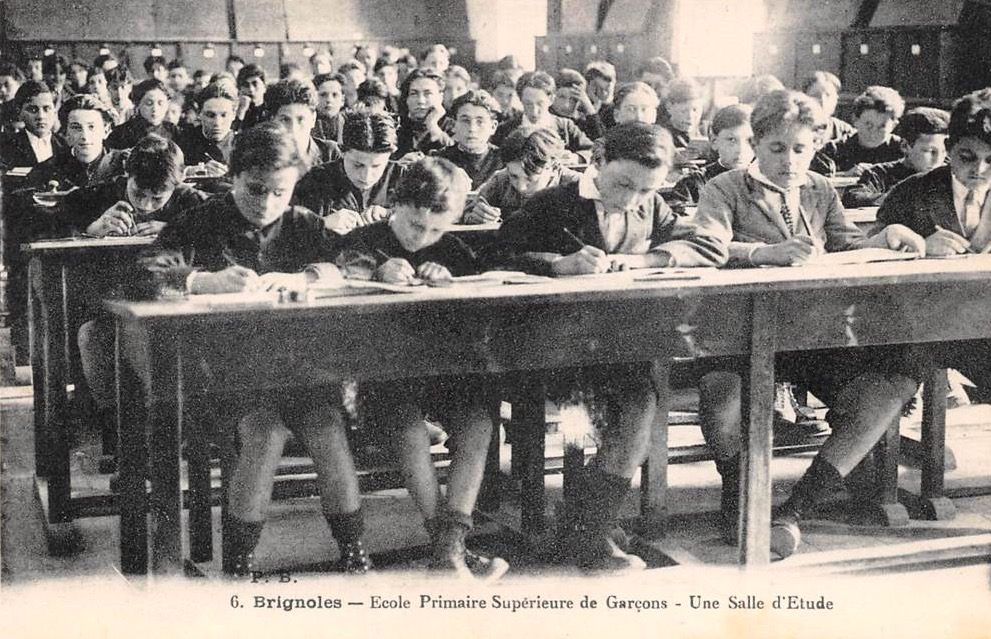
École primaire supérieure de garçons de Brignoles (Var).
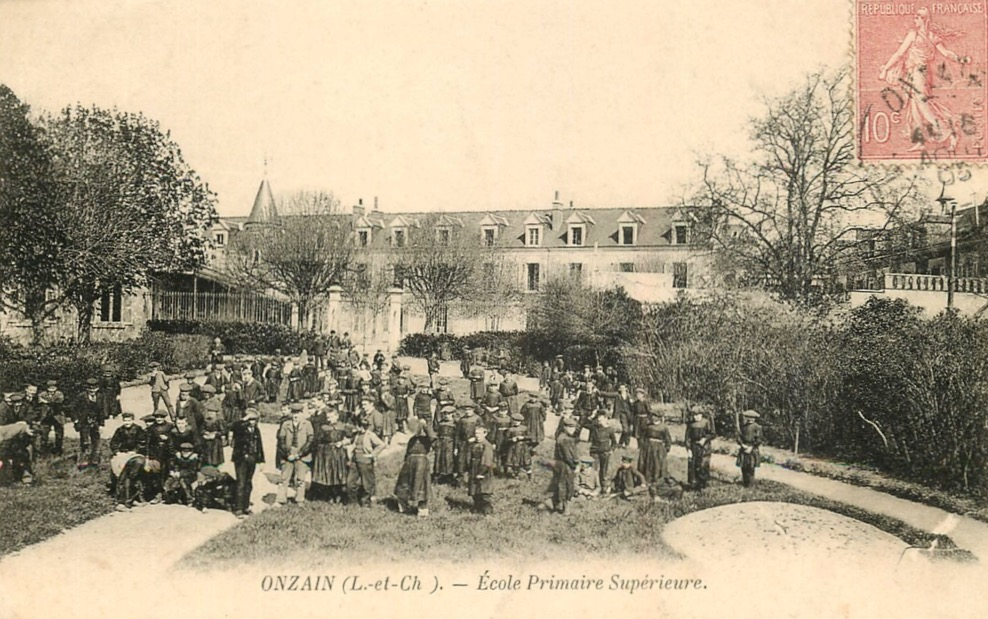
École primaire supérieure d'Onzain (Loir-et-Cher).
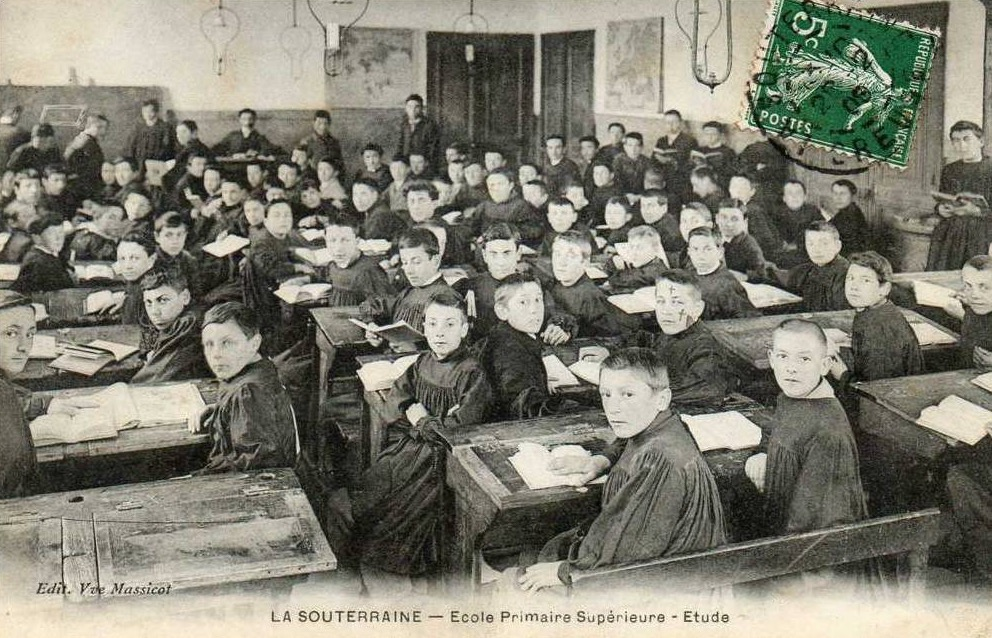
École primaire supérieure de La Souterraine (Creuse), étude.
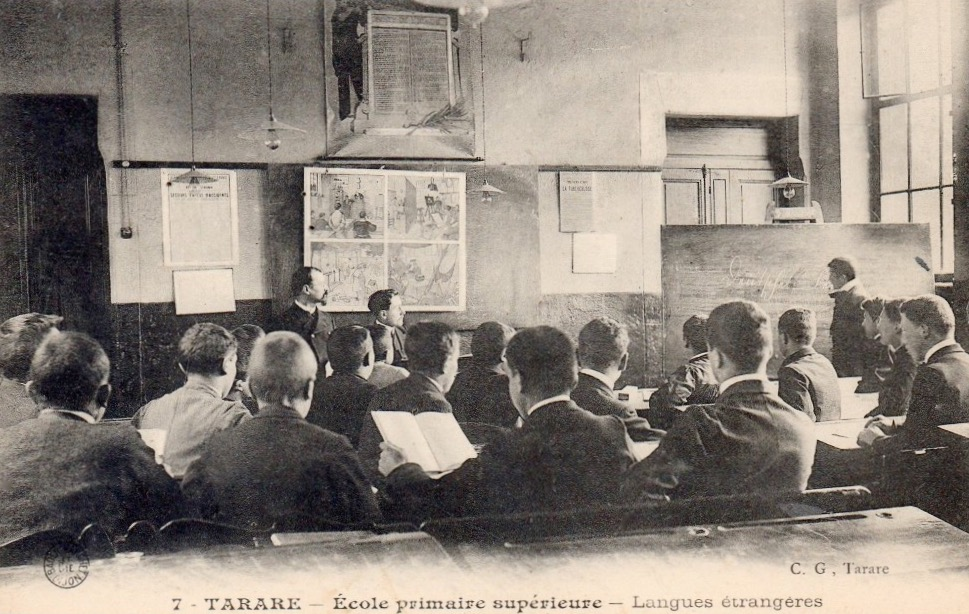
École primaire supérieure de Tarare (Rhône), langues étrangères.
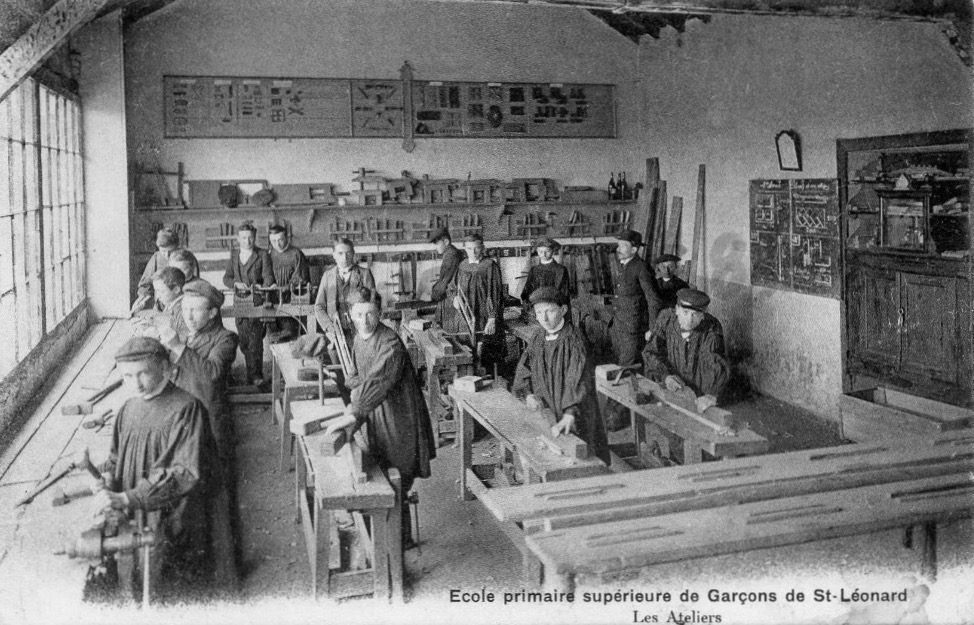
École primaire supérieure de garçons de Saint-Léonard, les ateliers.
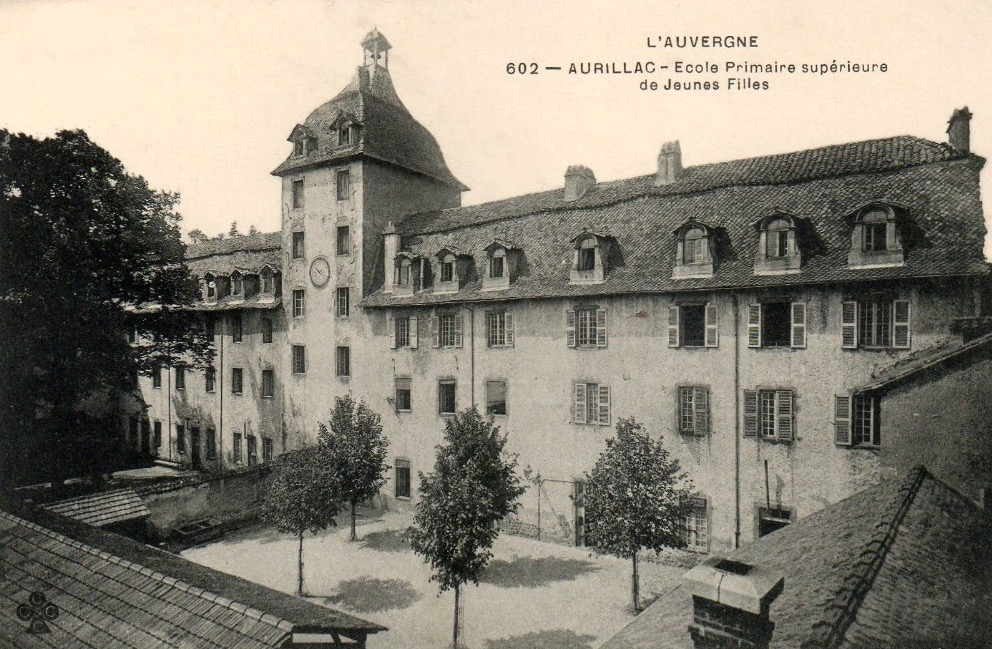
École primaire supérieure de jeunes filles d'Aurillac (Cantal).
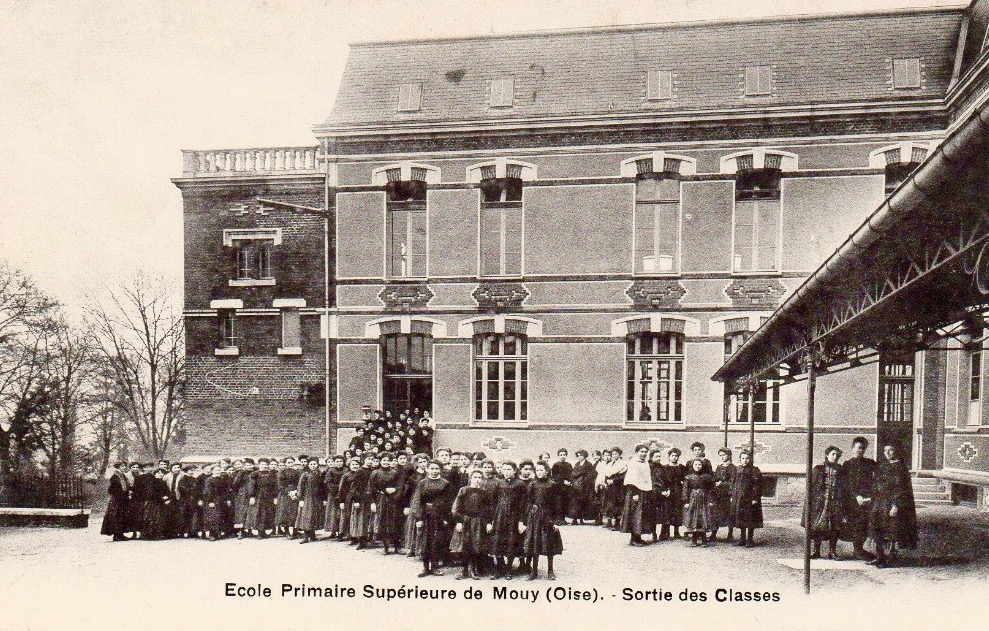
École primaire supérieure de Mouy (Oise), sortie des classes.
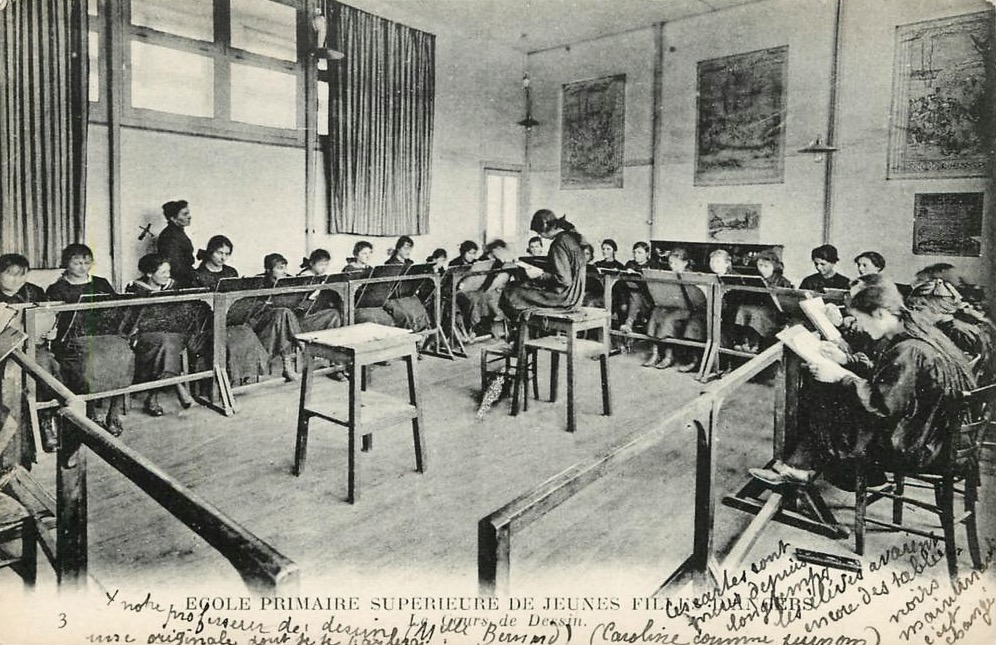
École primaire supérieure de jeunes filles d'Angers (Maine-et-Loire), cours de dessin[12].
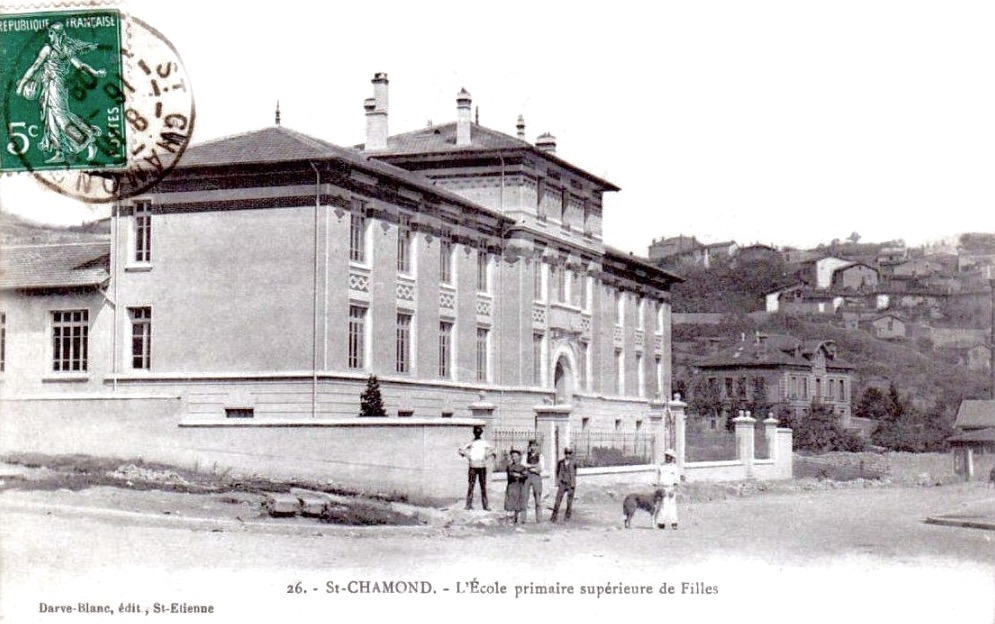
École primaire supérieure de filles à Saint-Chamond (Loire).
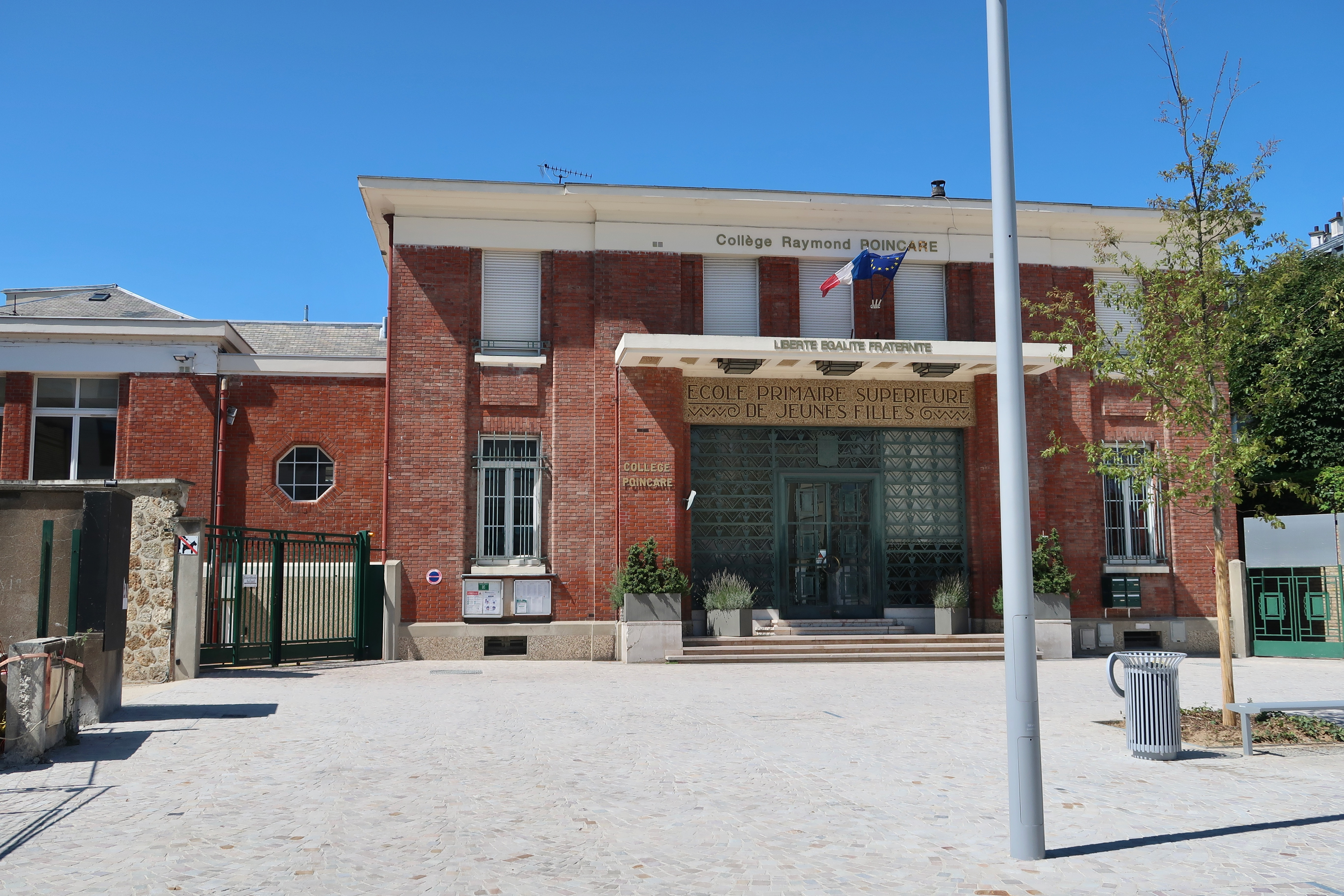
Collège Raymond-Poincaré à Versailles, qui a conservé sur son fronton la mention « École primaire supérieure de jeunes filles ».
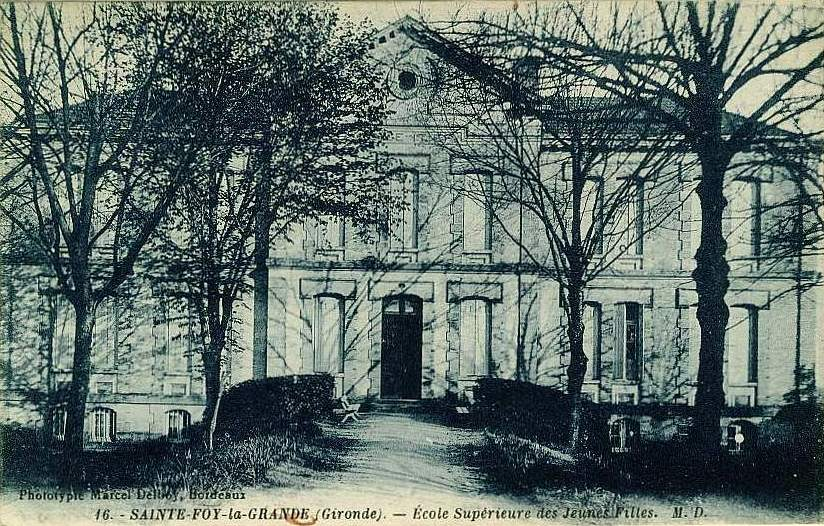
École supérieure des jeunes filles de Sainte-Foy-la-Grande (Gironde).

## Cartoliste d'images sur-écrites
Une cartoliste est un ensemble thématique de cartes postales. Une cartoliste des images d'écoles primaires supérieures, sur-écrites par leur expéditeur sur fond de photographies, fournit des informations supplémentaires souvent inédites ainsi que des témoignages particuliers.
Les indications portées sur l'image procurent des précisions sur l'usage des différents espaces, bâtis ou non-bâtis, de l'école ; sur les rythmes quotidiens ; voire sur les souvenirs laissés par un passage dans l'établissement.

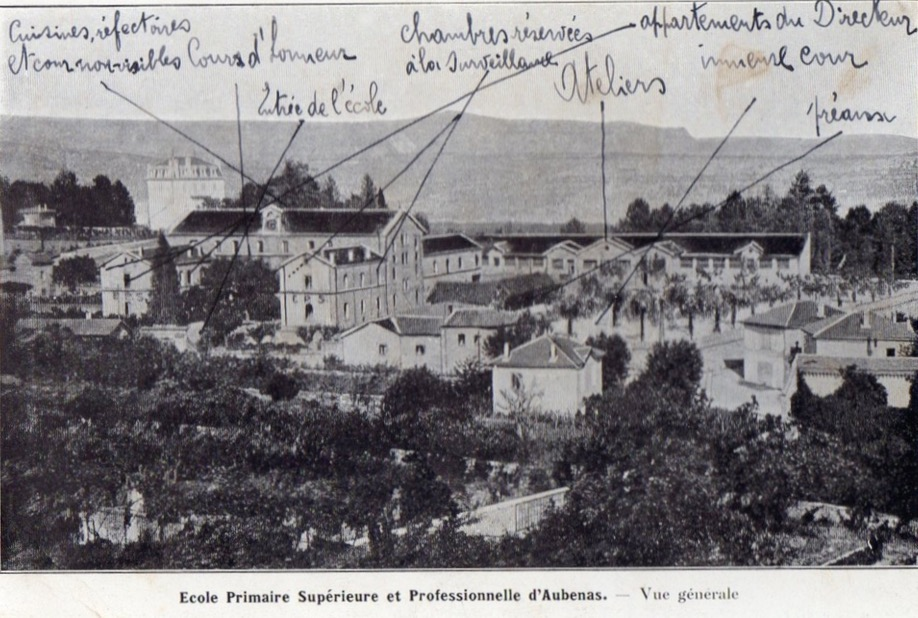
École primaire supérieure et professionnelle d'Aubenas (Ardèche), sur-écrite.
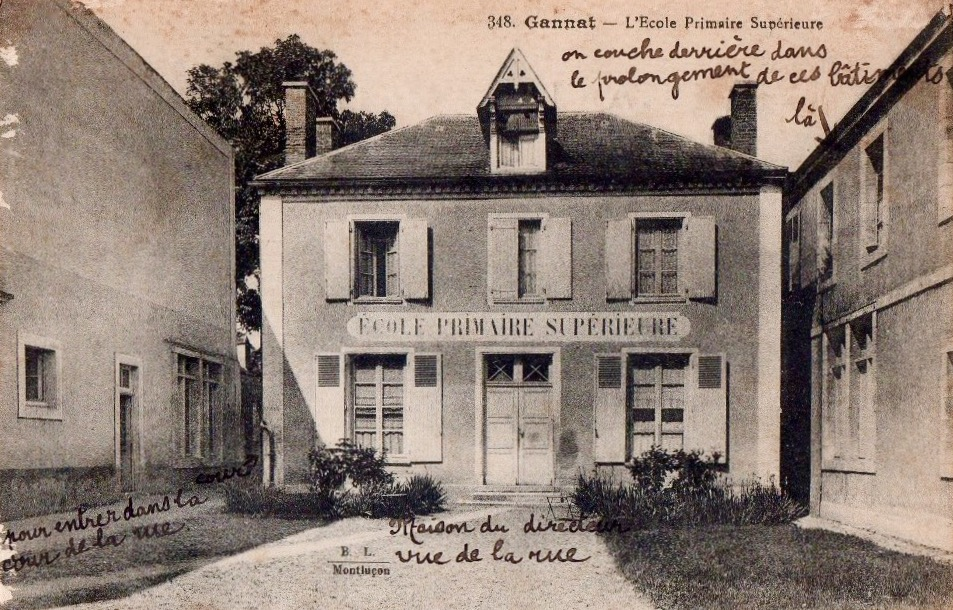
École primaire supérieure de Gannat (Allier), sur-écrite.
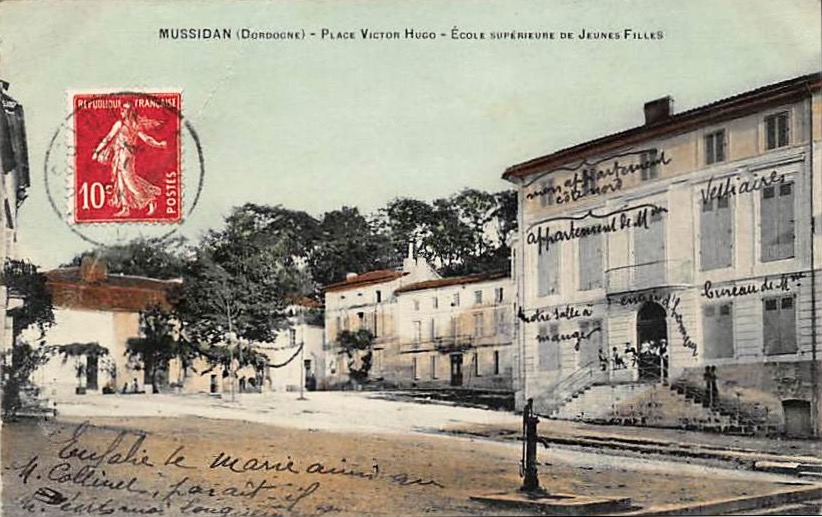
École primaire supérieure de jeunes filles de Mussidan (Dordogne), sur-écrite.
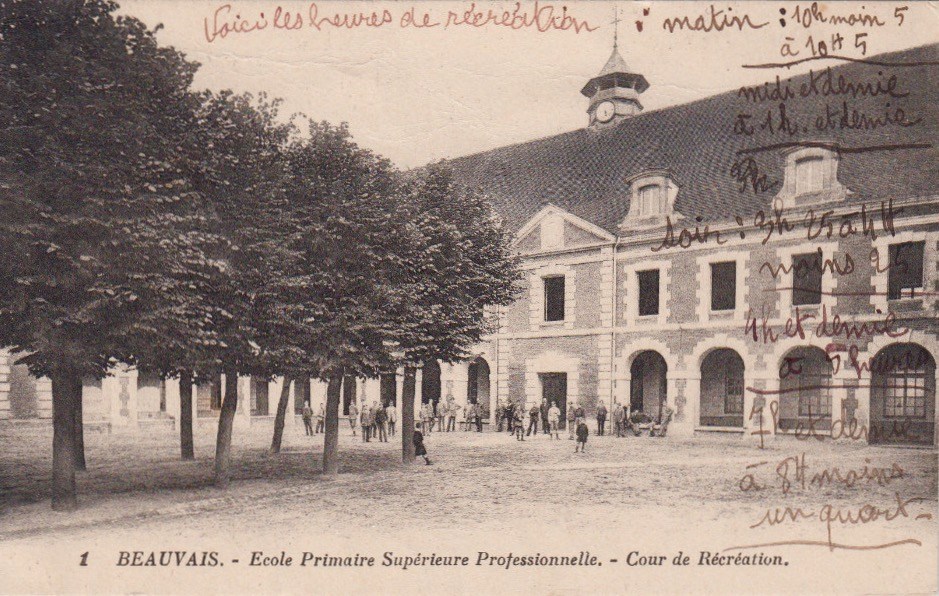
École primaire supérieure professionnelle de Beauvais (Oise), sur-écrite.
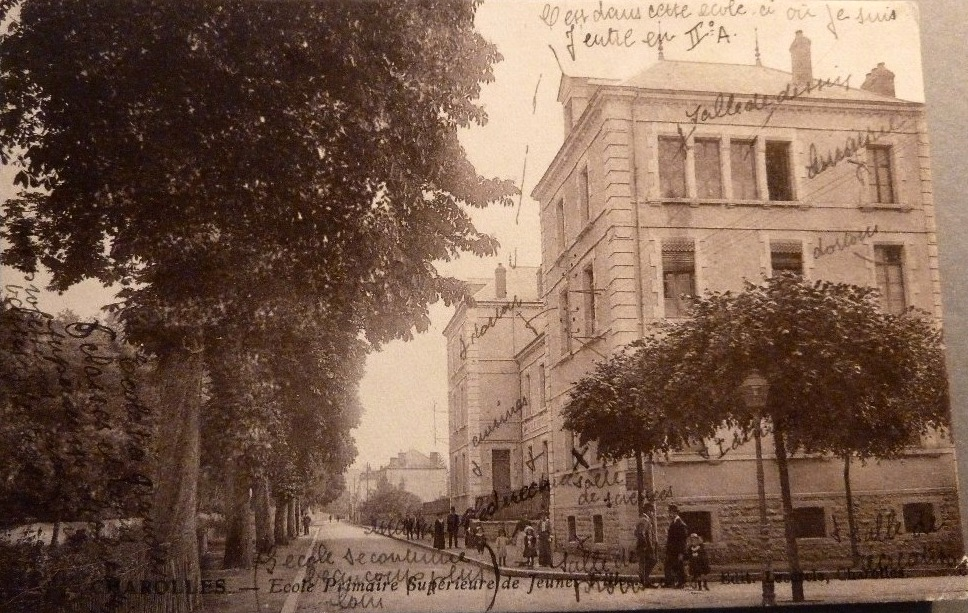
École primaire supérieure de jeunes filles de Charolles (Saône-et-Loire), sur-écrite.
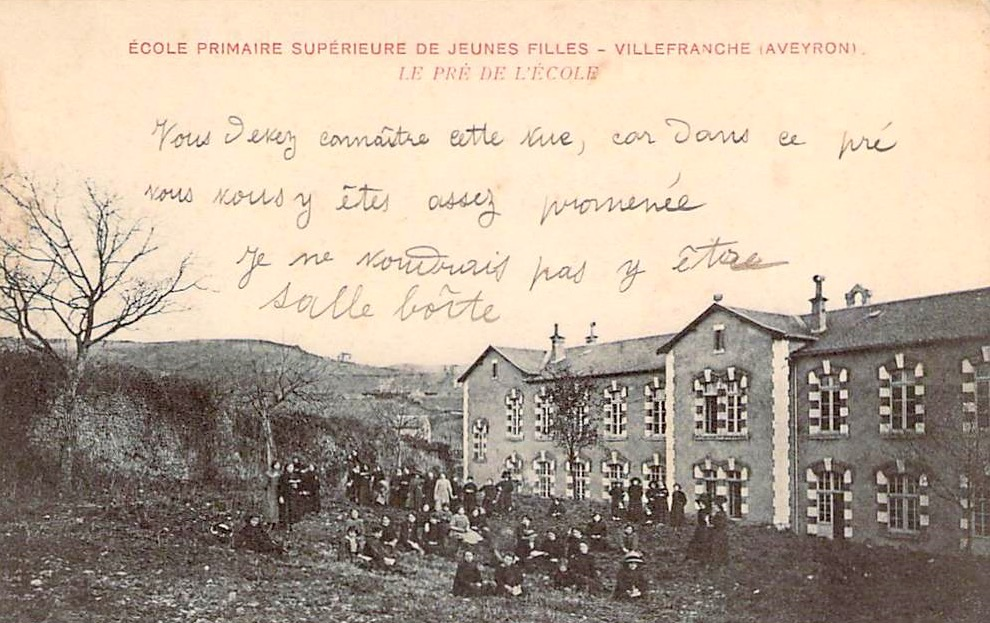
École primaire supérieure de jeunes filles de Villefranche (Aveyron), sur-écrite.